# Hunyadi téri vásárcsarnok
A Hunyadi téri vásárcsarnok 1897-ben épült Czigler Győző tervei alapján Budapest terézvárosi kerületében. Stílusát tekintve hasonlít a vele szinte egy időben épült másik öt vásárcsarnokhoz. A Közmunkák Tanácsa erőteljes késztetésére ezeket a főváros építtette.

## Jellemzői
A külső homlokzat díszei a falpilléreken lévő ökör- és sertésfej gipszstukkó elemek. A félköríves ablakok záróköveit szatírfejek, az ereszszegélyeket palmettadíszek és oroszlánfők díszítik.
A csarnoktér háromhajós, bazilikális elrendezésű. A szocializmus idején a belső térben sok otromba rongálás történt, az oldalhajókban azonban máig megmaradtak az eredeti kofastandok öntöttvas díszítéseikkel és rácsaikkal. A csarnokbelső is viszonylag ép. A tetőszerkezet acéltartói ellipszis ívűek,  szegecseltek.
Az erősen lepusztult állapotú épületet 2019-ben felújították. A kezdetek óta fővárosi tulajdon és a BUDAPEST VÁSÁRCSARNOKAI Piacokat, Üzletközpontokat és Vásárcsarnokokat Üzemeltető Kft. (2021 előtt: Fővárosi Önkormányzat Csarnok és Piac Igazgatósága) kezelésében áll.

## Képtár

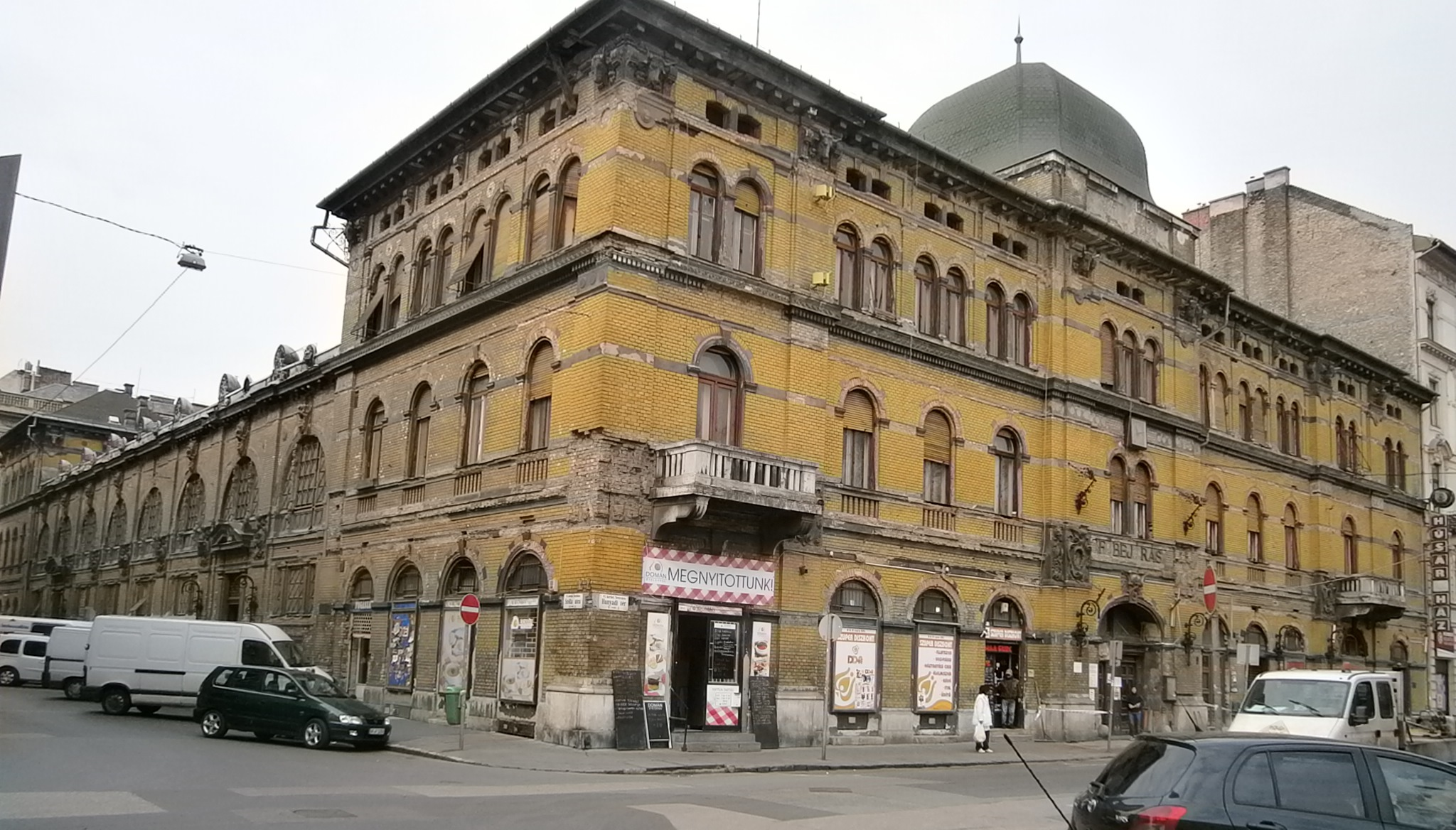
A vásárcsarnok felújítás előtt
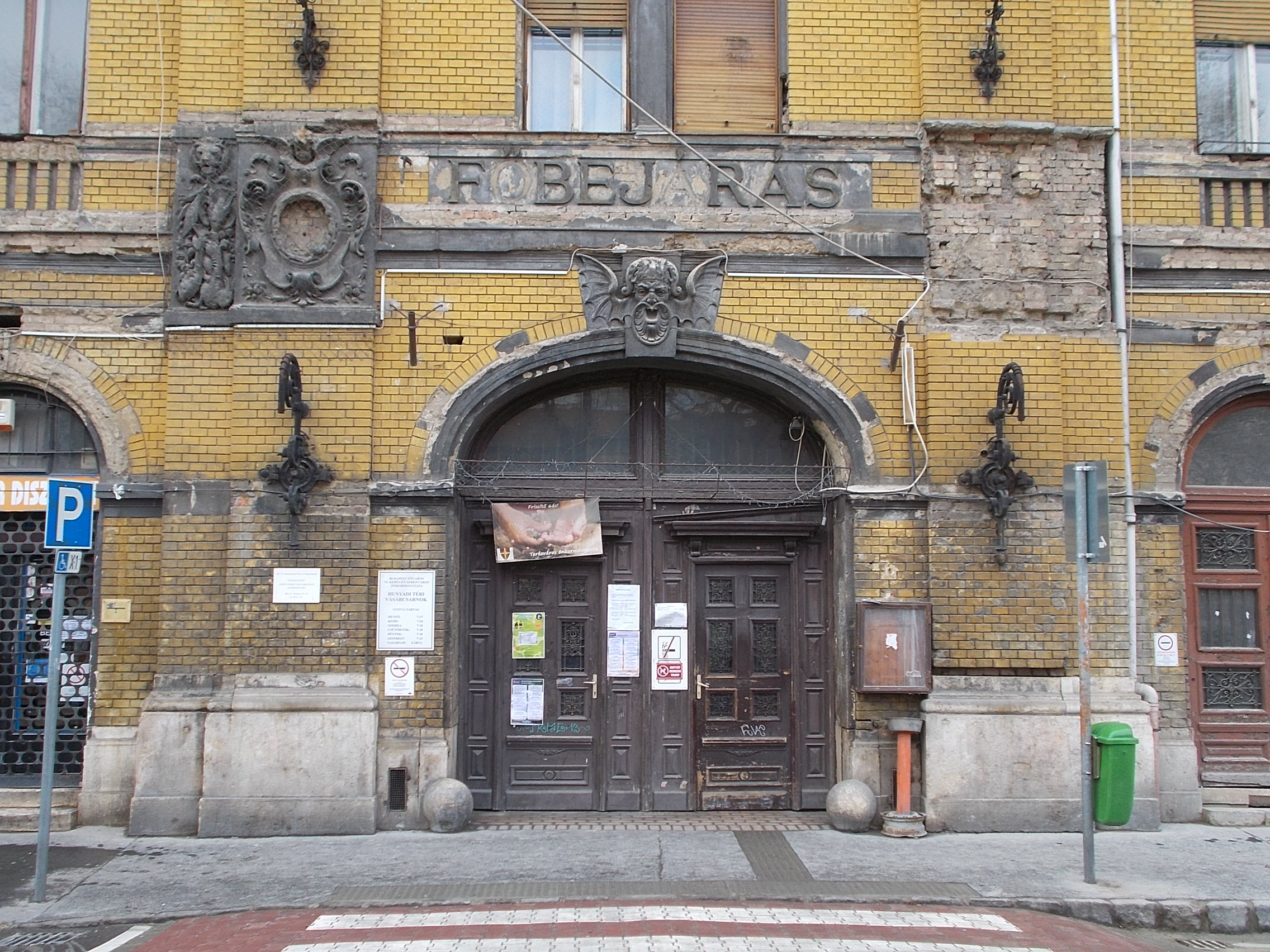
Bejárat a felújítás előtt
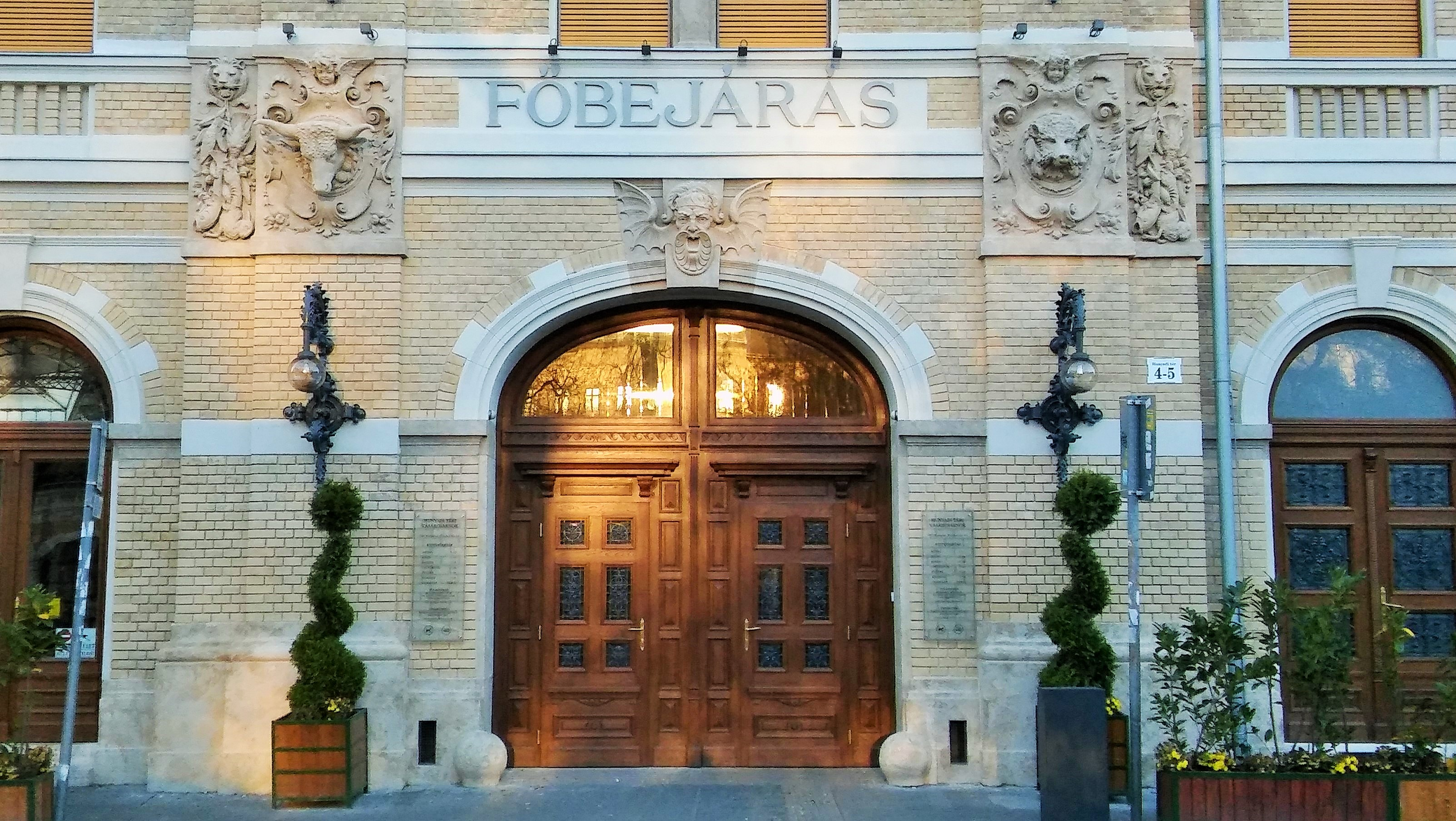
Bejárat a felújítás után
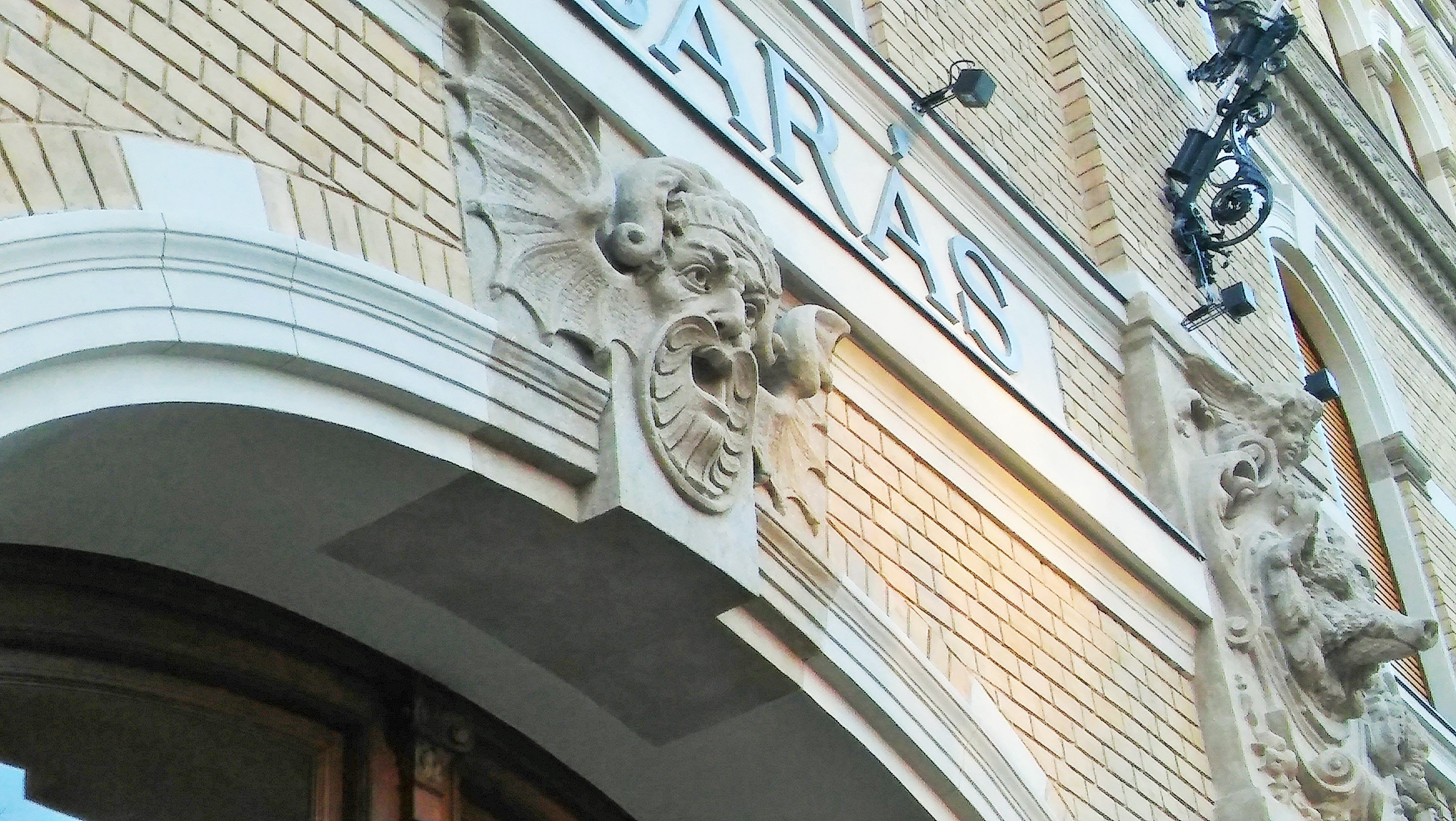
Bejáratdísz
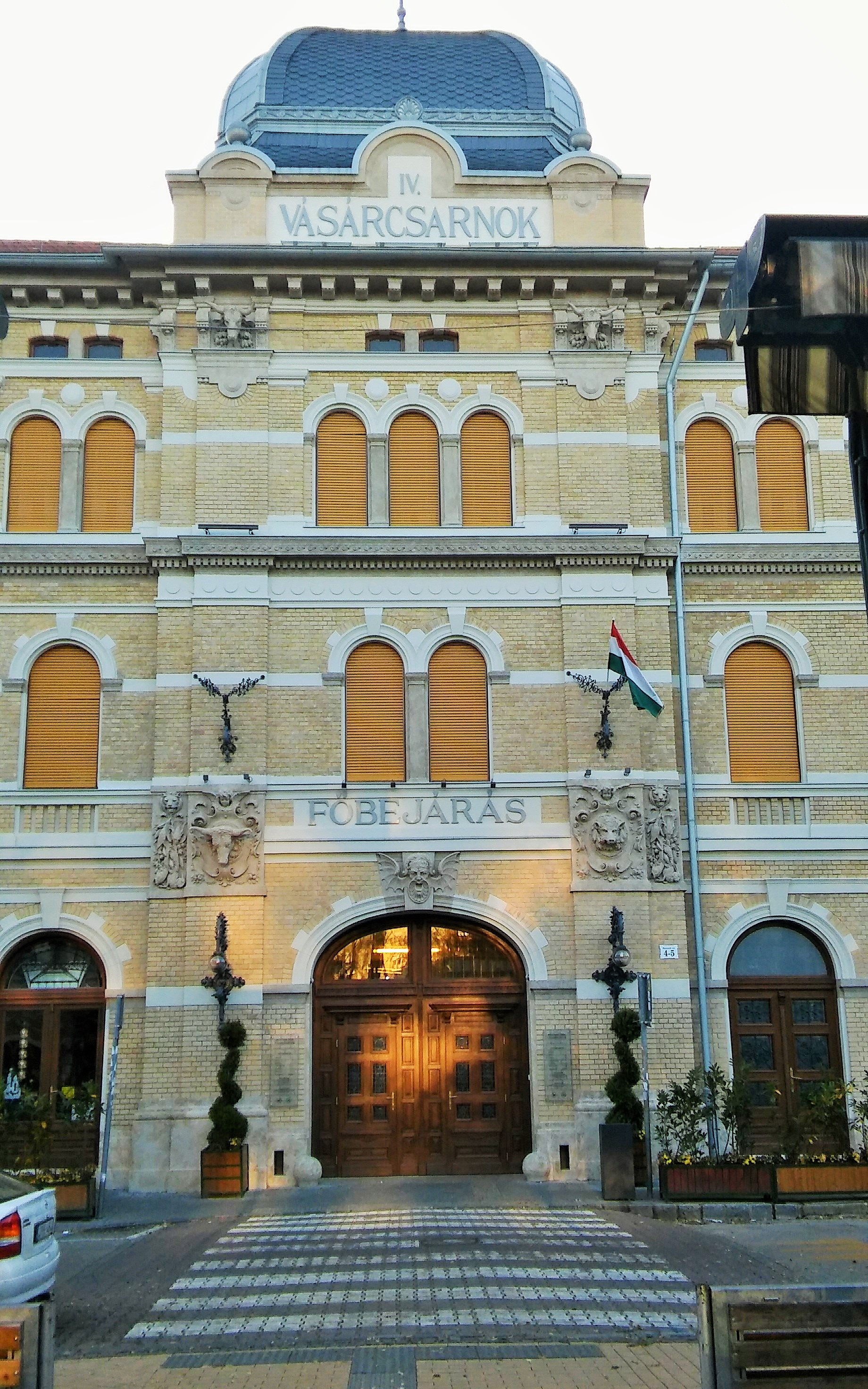
Homlokzat
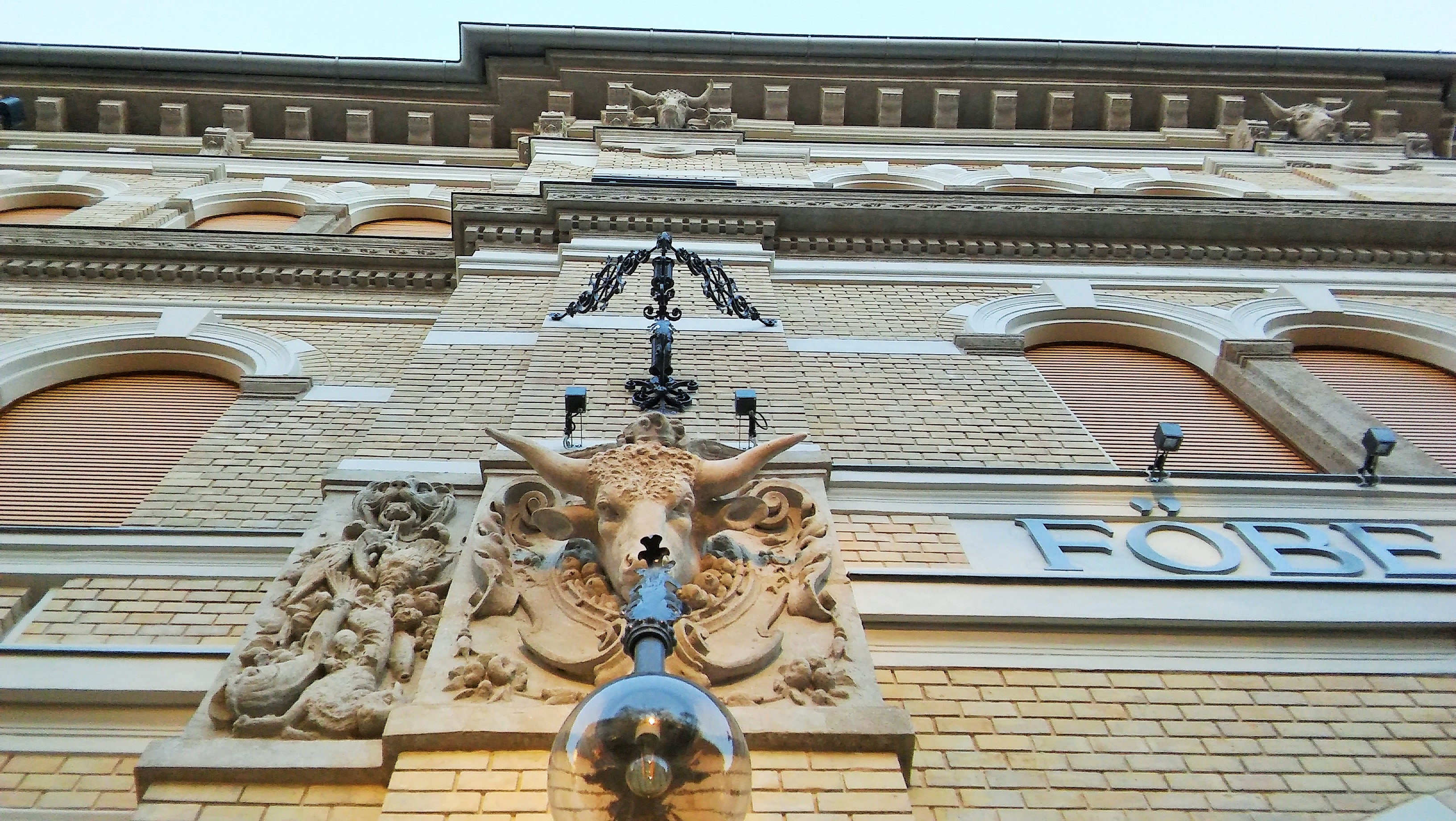
Szarvasmarhafej
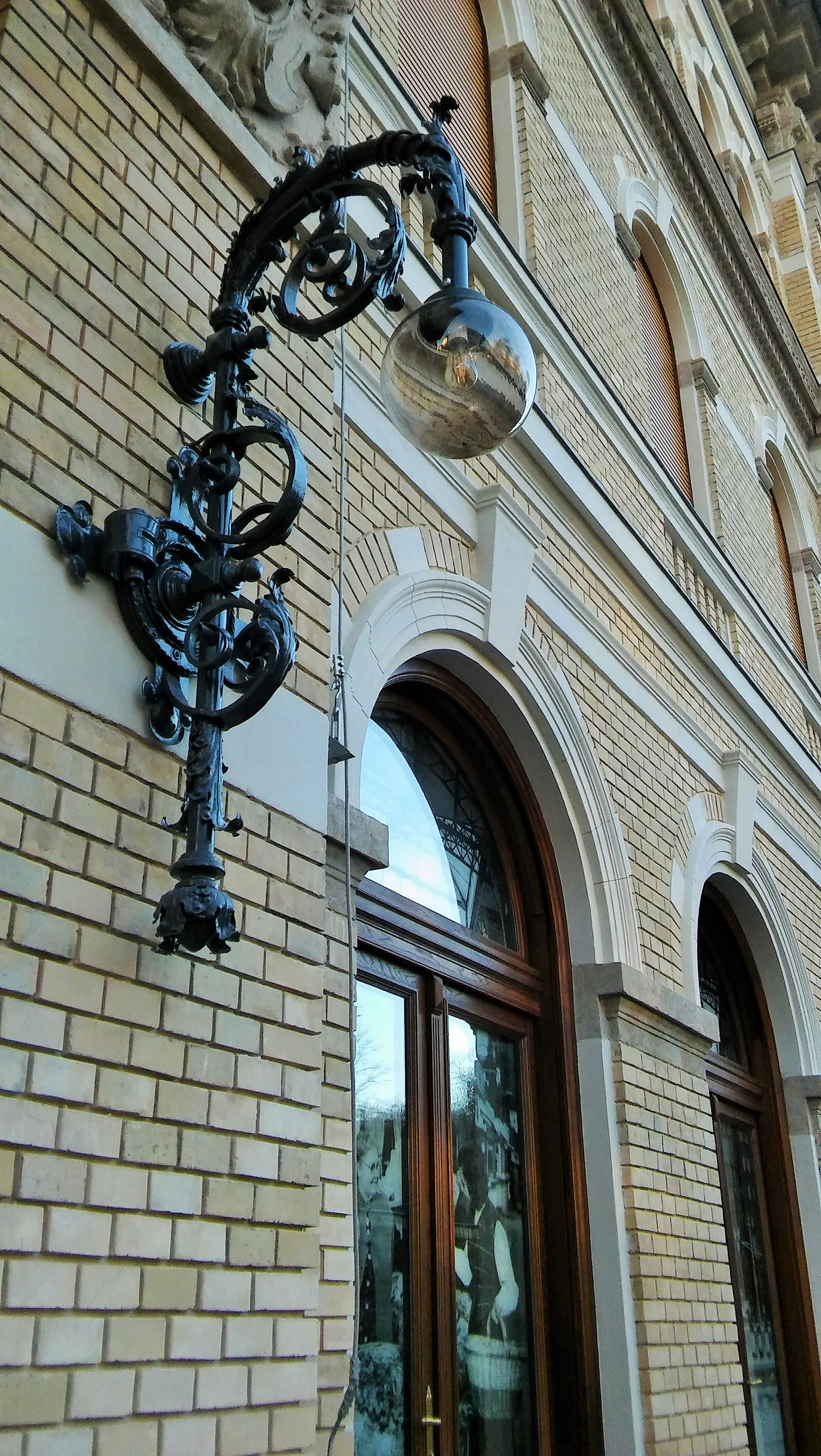
Világítótest
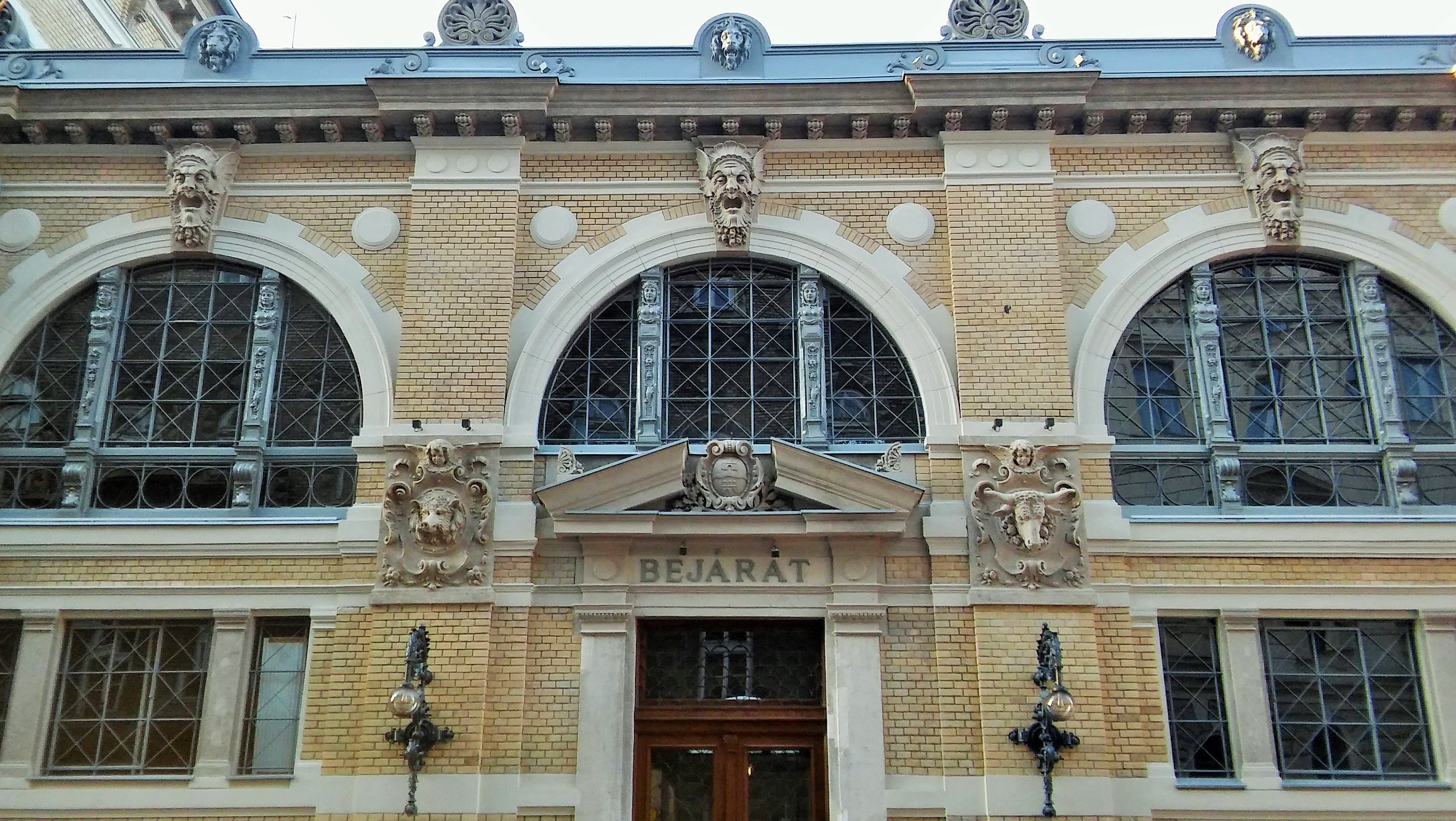
Oldalsó bejárat
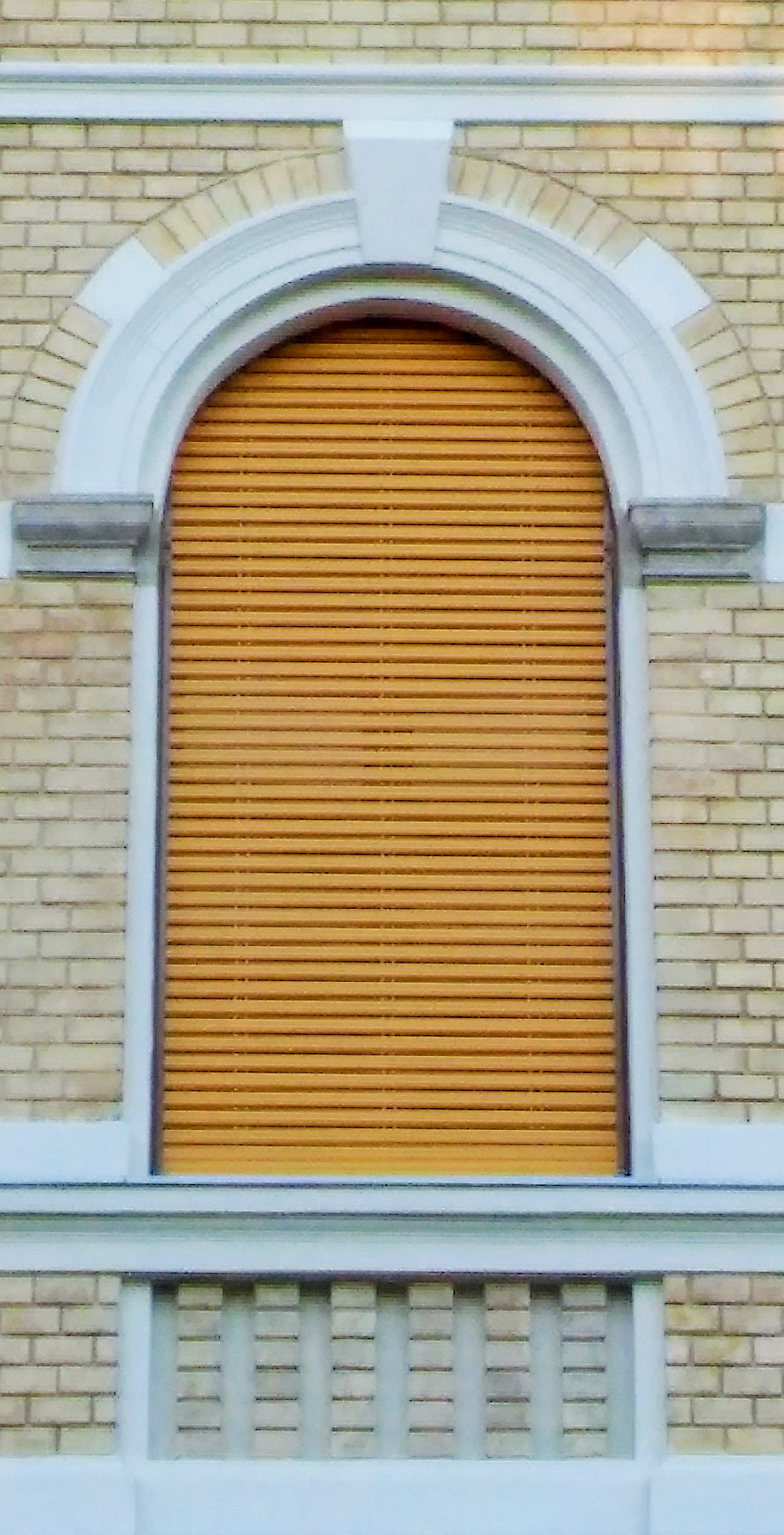
Ablak
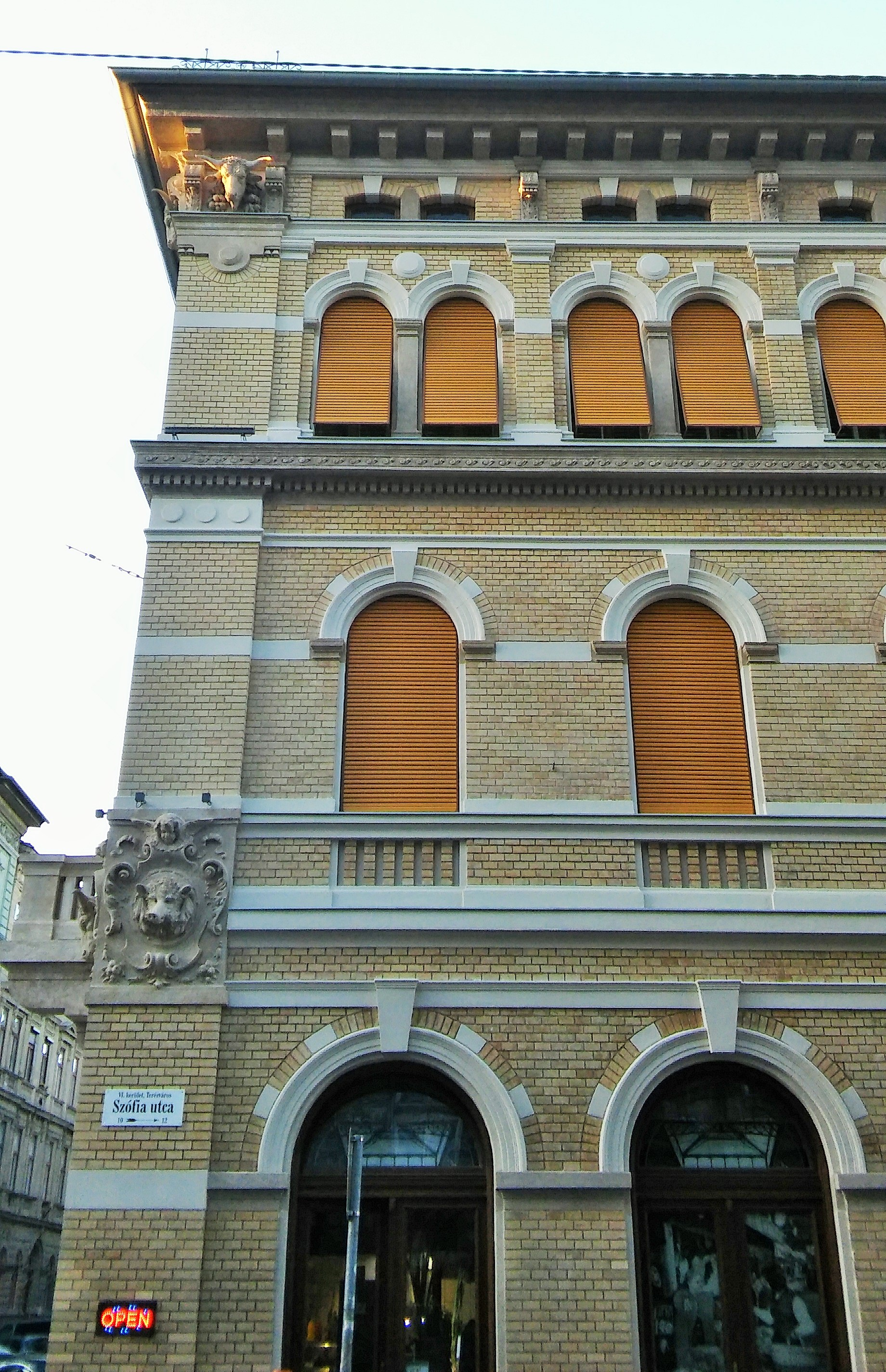
Épületsarok